# Kees Verwey

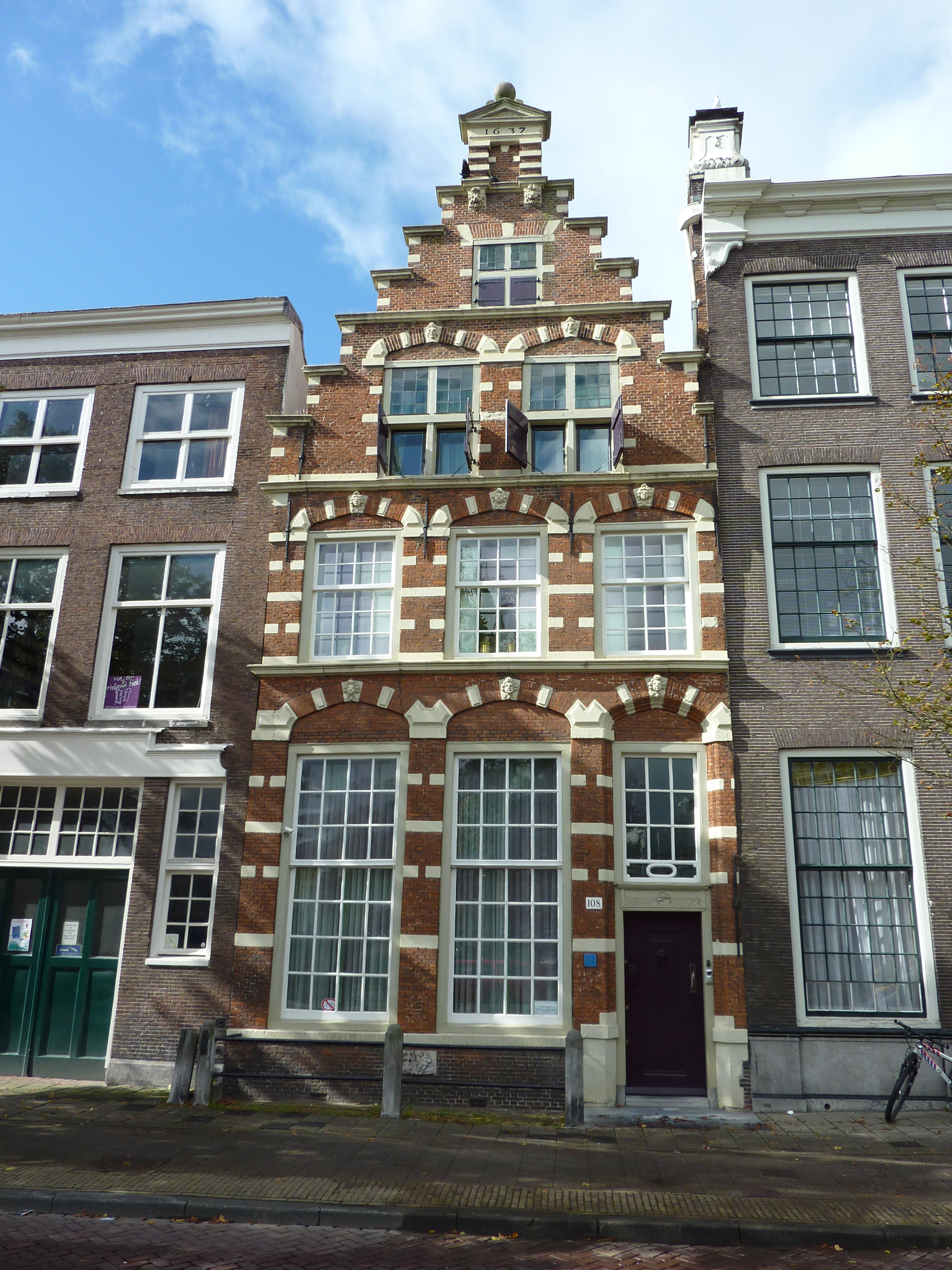
Atelier Kees Verwey, Spaarne 108, Haarlem

Kees Verwey (Amsterdam, 20 april 1900 - Haarlem, 23 juli 1995) was een Nederlands kunstschilder, aquarellist en tekenaar. Hij was de oudere broer van schrijver en ingenieur Willem Verwey (pseudoniem Egbert Eewijck) en een neef van de dichter en letterkundige Albert Verwey en van Hendrik Petrus Berlage, die beiden ooms van hem waren. Hij was zelf de oom van Jacqueline de Savornin Lohman.
Verwey studeerde 1918-1919 aan de School voor Kunst en Kunstnijverheid in Haarlem en 1925-1926 aan de Rijksakademie van beeldende kunsten in Amsterdam. Hij was een leerling van Henri Boot, de grondlegger van de Haarlemse School en van Samuel Jessurun de Mesquita en Johannes Hendricus Jurres. Hij maakte onder andere (bloem)stillevens, portretten, aquarellen en atelierstukken, waarbij zijn eigen atelier aan het Spaarne in Haarlem als decor fungeerde. Hij bleef tot op hoge leeftijd actief. Zijn stijl komt voort uit het impressionisme. Invloeden van Breitner en Seurats divisionisme brachten hem tot een persoonlijke synthese van impressionisme en kolorisme.
Hij was lid van het Haarlems kunstenaarsgenootschap Kunst Zij Ons Doel, van de Kennemer Kunstenaarskring en van de Hollandse Aquarellistenkring. In 1951 trouwde hij met Jeanne Tilbusscher die lerares was aan de Haarlemsche Huishoud- en Industrieschool. Bekend werd hij toen zijn werk werd tentoongesteld samen met dat van andere Haarlemse kunstenaars zoals Hendrik van den Eijnde, deze expositie werd gehouden in de net nieuw ingerichte zaal voor moderne kunst achter het Frans Hals Museum.
In 1961 werd zijn werk geëerd met de Rembrandtprijs. In de late jaren zeventig had hij een tentoonstelling in het Stedelijk Museum in Amsterdam. In 1985, 1990 en 1993 had hij tentoonstellingen in Haarlem. In 1989 en 2019 was zijn werk te zien in het Dordrechts Museum en in 1990 in het Gemeentemuseum Den Haag. Werk van zijn hand bevindt zich in de collecties van onder andere het Stedelijk Museum in Amsterdam, het Singer Museum in Laren en het Gemeentemuseum in Den Haag. Tot zijn leerlingen behoorden Frans Funke Küpper en Henk Fonville.
In 1984 schonk hij zijn nalatenschap bij legaat aan de gemeente Haarlem, maar toen de gemeente draalde bij het vinden van een goed onderkomen trok hij dit aanbod terug en bracht zijn werk onder in de Stichting Kees Verwey, waarvan hij zelf de voorzitter was. Deze stichting financierde zelf de ombouw van de voormalige herensociëteit Trou moet Blycken tot een geschikte expositieruimte. Sindsdien wordt zijn oeuvre, bestaande uit duizenden schilderijen, aquarellen en tekeningen gepresenteerd in de Verweyhal behorend tot het Museum De Hallen en het Frans Hals Museum. De Stichting Kees Verwey werkt samen met de Rijksakademie van beeldende kunsten en stelde sinds 2005 jaarlijks een studiebeurs ter beschikking aan een beginnend kunstenaar.

## Interieur atelier

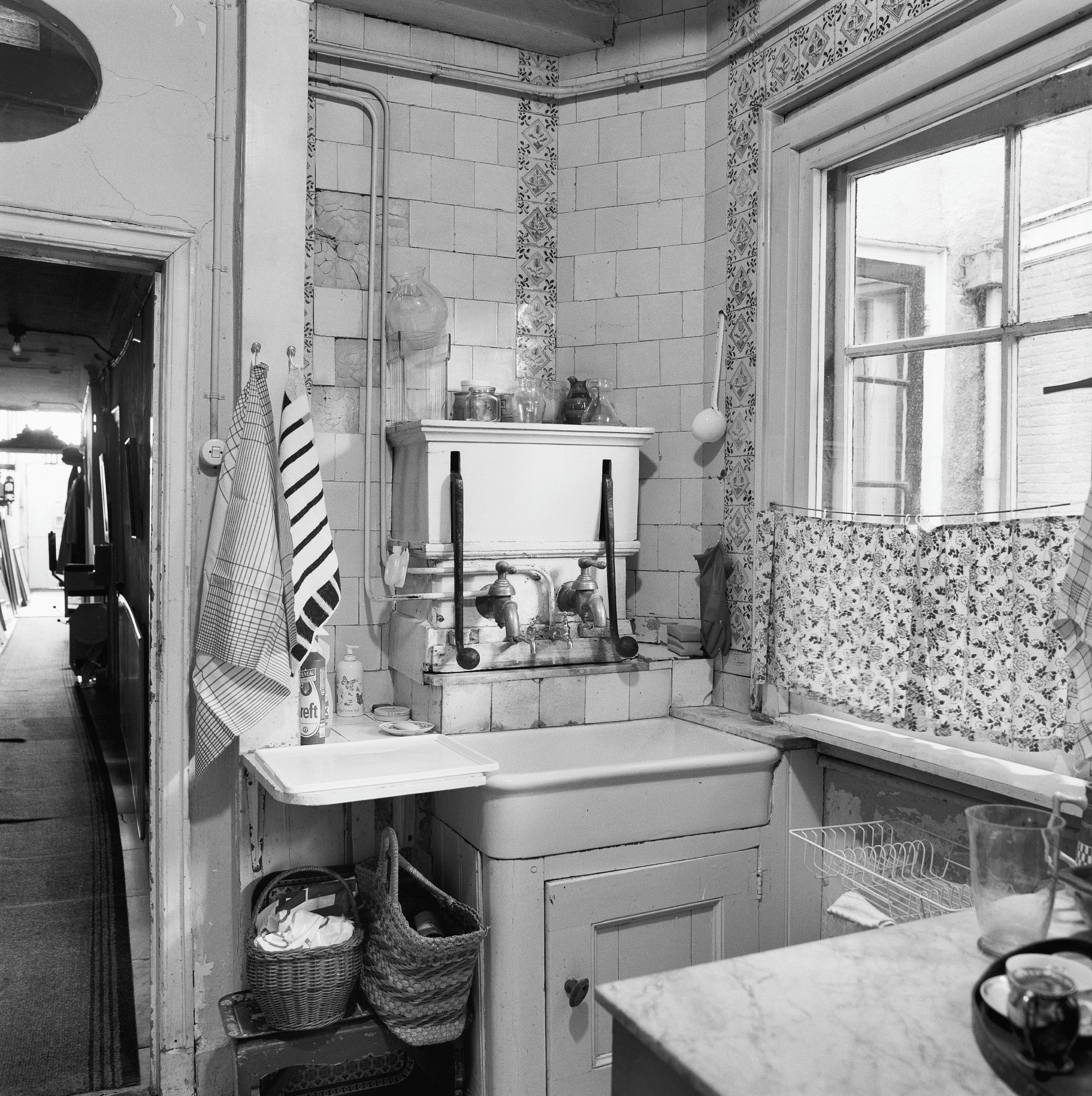
De keuken